# Rocío Margarita Gámez Carrillo
Rocío Margarita Gámez Carrillo es una bacterióloga colombiana, receptora de una beca L'Oréal Colombia a Mujeres en Ciencia en 2012 por su labor investigativa de la mano de la Corporación Colombiana de Investigación Agropecuaria (CORPOICA).

## Biografía

### Formación
Gámez obtuvo un título en Bacteriología en 1994 en la Pontificia Universidad Javeriana. En el año 2000 obtuvo una Maestría en Microbiología Industrial en la misma institución presentando una tesis relacionada con la propagación masiva de la semilla de papa de alta calidad a través de biorreactores y análisis de variedad genética inducida. En 2016 obtuvo un Doctorado en Biociencias en la Universidad de La Sabana.

### Carrera
Desde finales de la década de 1990, Gámez ha estado vinculada profesionalmente con la Corporación Colombiana de Investigación Agropecuaria (CORPOICA), desempeñándose como docente en temáticas como propagación in vitro, técnicas de certificación y capacitación a pequeños productores agropecuarios; y como investigadora, liderando proyectos en desarrollo tecnológico en productos agrícolas como la yuca, el plátano y el ñame.
En 2012 la investigadora recibió el prestigioso Premio L'Oréal Colombia a Mujeres en Ciencia por su labor investigativa y científica orientada al conocimiento y la promoción de la biodiversidad microbiana del suelo. Gámez sugiere en su investigación evaluar diferentes mecanismos de control bacteriano en las plantas, seleccionando el mejor tratamiento a través de la comparación de los parámetros agronómicos. En palabras de la investigadora, este proyecto beneficiaría a los productores agrícolas al disminuir drásticamente el uso de fertilizantes químicos para obtener plántulas de mayor calidad.

## Premios y reconocimientos
- 2012 - Beca L'Oréal Colombia a Mujeres en Ciencia.[1][5]

## Publicaciones seleccionadas

### En Colombia
- 2008 - Antagonismo in vitro de Trichoderma harzianum Rifai sobre Fusarium solani, asociado a la marchitez en maracuyá
- 2008 - Efecto biocontrolador de Trichoderma harzianum contra Fusarium oxisporum, causante de la secadera de maracuyá en la zona bananera del Magdalena

### En Estados Unidos
- 2015 - Genome Sequence of the Banana Plant Growth-Promoting Rhizobacterium Bacillus amyloliquefaciens
- 2016 - Genome Sequence of the Banana Plant Growth-Promoting Rhizobacterium Pseudomonas fluorescens[1]